# Mesochaetopterus malayensis
Mesochaetopterus malayensis is een borstelworm uit de familie Chaetopteridae. Het lichaam van de worm bestaat uit een kop, een cilindrisch, gesegmenteerd lichaam en een staartstukje. De kop bestaat uit een prostomium (gedeelte voor de mondopening) en een peristomium (gedeelte rond de mond) en draagt gepaarde aanhangsels (palpen, antennen en cirri).
Mesochaetopterus malayensis werd in 1944 voor het eerst, als Ranzania malayensis, wetenschappelijk beschreven door Caullery.